# Rezolucja Rady Bezpieczeństwa ONZ nr 1740
Rezolucja Rady Bezpieczeństwa ONZ nr 1740 została uchwalona jednogłośnie 23 stycznia 2007 podczas 5622. posiedzenia Rady, odbywającego się w Nowym Jorku. Posiedzenie trwało zaledwie 4 minuty. 
Najważniejsze postanowienie:
- powołanie na okres jednego roku (z możliwością przedłużenia) Misji Politycznej ONZ w Nepalu (UNMIN) z zadaniem monitorowania przestrzegania zawieszenia broni między rządem a maoistami oraz wyborów do Zgromadzenia Konstytucyjnego, a także udzielenia pomocy technicznej podczas przygotowań do wyborów